# Omega 12: A Föld árnyékos oldalán
A Föld árnyékos oldalán az Omega együttes tizenkettedik magyar stúdióalbuma, 1986-ból. Az előző albumon megkezdett szintetizátor-centrikus irányvonalat próbálták ötvözni a hagyományos Omega-hangzással, kicsit visszatérve a space-rockhoz is.
A Fekete doboz című záródalt a Challenger-katasztrófa áldozatai emlékének ajánlották.

## Kiadások
| Év   | Kiadó           | Formátum | Sorszám              | Megjegyzések |
| ---- | --------------- | -------- | -------------------- | --- |
| 1986 | MHV Favorit     | LP       | SLPM 17865           | |
| 1986 | MHV             | MC       |                      | |
| 1994 | Hungaroton Mega | CD       | HCD 17865 (93/M-133) | |
| 2004 | Hungaroton Mega | CD       | HCD17865             | Felújított kiadás angol bónuszdalokkal, az Antológia vol. 4. 1980–1985 – Synth rock albumok részeként és önállóan is megjelent. |
| 2015 | Hungaroton      | CD       |                      | LP Anthology – Az Omega első 13 albumának gyűjteményes kiadása, az eredeti lemezek hangzásával és dallistájával.                |

## Dalok
A dalokat kollektíven az Omega jegyzi zeneszerzőként, a szövegíró Sülyi Péter.

### Első oldal
1. A Föld árnyékos oldalán
2. Hallgatag szív
3. Vigyázz ránk!
4. Fekete pillangó
5. Holdfény-negyed

### Második oldal
1. A Pénz
2. Az utolsó zöld levél
3. Computer-álom
4. Az árnyékember
5. Fekete doboz

### Bónusz a 2004-es kiadáson
A 2004-ben az Antológia-sorozatban megjelent felújított kiadásra két dal angol változata került fel egy addig kiadatlan demófelvételről, amely Dark Side of the Earth címen bootleg-felvételként terjedt. A dalokat Ambrózy István fordította angolra.
1. Child in Your Arms (Hallgatag szív)
2. Black butterfly (Fekete pillangó)

## Közreműködött
- Benkő László – billentyűs hangszerek
- Debreczeni Ferenc – akusztikus és elektronikus dob, ütőhangszerek
- Kóbor János – ének, vokál, computer-programok
- Mihály Tamás – basszus
- Molnár György – gitár